# Даніель Чакон
Даніель Алонсо Чакон Салас (ісп. Daniel Alonso Chacón Salas, нар. 11 квітня 2001, Турріальба) — костариканський футболіст, захисник американського клубу «Колорадо Репідс».
Виступав, зокрема, за клуб «Картагінес», а також національну збірну Коста-Рики.

## Клубна кар'єра
Народився 11 квітня 2001 року в місті Турріальба. Вихованець футбольної школи клубу «Картагінес». Дорослу футбольну кар'єру розпочав 2017 року в основній команді того ж клубу, в якій провів п'ять сезонів, взявши участь у 105 матчах чемпіонату.  Більшість часу, проведеного у складі «Картагінес», був основним гравцем захисту команди.
До складу клубу «Колорадо Репідс» приєднався 2022 року.

## Виступи за збірну
2021 року дебютував в офіційних матчах у складі національної збірної Коста-Рики.
У складі збірної був учасником чемпіонату світу 2022 року у Катарі.
| Дата      | Місто                    | Господарі      | Результат | Гості         | Турнір                                   | Голи | Примітки |
| --------- | ------------------------ | -------------- | --------- | ------------- | ---------------------------------------- | ---- | -------- |
| 30-1-2022 | Мехіко                   | Мексика        | 0 – 0     | Коста-Рика    | Відбір до ЧС 2022                        | -    | 85'      |
| 2-2-2022  | Кінгстон (Ямайка)        | Ямайка         | 0 – 1     | Коста-Рика    | Відбір до ЧС 2022                        | -    | 89'      |
| 24-3-2022 | Сан-Хосе                 | Коста-Рика     | 1 – 0     | Канада        | Відбір до ЧС 2022                        | -    | 61'      |
| 30-3-2022 | Сан-Хосе                 | Коста-Рика     | 2 – 0     | США           | Відбір до ЧС 2022                        | -    |          |
| 2-6-2022  | Панама                   | Панама         | 2 – 0     | Коста-Рика    | Ліга націй КОНКАКАФ 2022—2023 - 1-й етап | -    |          |
| 5-6-2022  | Сан-Хосе                 | Коста-Рика     | 2 – 0     | Мартиніка     | Ліга націй КОНКАКАФ 2022—2023 - 1-й етап | -    | 73'      |
| 14-6-2022 | Ер-Райян (муніципалітет) | Коста-Рика     | 1 – 0     | Нова Зеландія | Відбір до ЧС 2022                        | -    | 79'      |
| 23-9-2022 | Коян                     | Південна Корея | 2 – 2     | Коста-Рика    | товариський матч                         | -    | 46'      |
| Усього    |                          | Матчів         | 8         |               | Голів                                    | 0    |          |